# Симорот, Николай Иванович
Николай Иванович Симорот (1928, Ольшана, Черниговская область) — врач-морфолог. Заслуженный работник народного образования Украины (1998), доктор медицинских наук, профессор, заведующий кафедрой патологической и топографической анатомии и оперативной хирургии (1991—1997) в Национальной медицинской академии последипломного образования имени П. Л. Шупика

## Биография
Родился Николай Симорот в 1928 году в селе Ольшана Прилуцкого округа, в семье хлебороба.
В 1953 году окончил Львовский медицинский институт. Аспирантскую подготовку прошел на кафедре анатомии Львовского мединститута.
В 1965 году, после защиты кандидатской диссертации, направлен на кафедру анатомии Ворошиловградского мединститута.
Звание доцента получил в Гродненском мединституте. Работая проректором по научно-исследовательской работе Гродненского Государственного медицинского института, в 1972 году защитил докторскую диссертацию «Кровеносная система желудочно-кишечного тракта при ступенчатых резекциях желудка и гастректомиях».
С 1991 по 1997 годы — заведующий кафедрой топографической анатомии и оперативной хирургии, с 1997 года — заведующий курсом топографической анатомии и оперативной хирургии.

## Научная деятельность
Николай Симорот является воспитанником научной школы академика В. В. Кованова. Научное направление — морфо-функциональные обоснования оперативных вмешательств на органах брюшной полости, органоспецифические особенности течения раневого процесса и поиск адекватных путей его регуляции.
Автор 185 научных работ, в том числе 1 монографии и 4 учебных пособий. Автор нескольких рационализаторских предложений. Под его руководством выполнена 1 докторская и 5 кандидатских диссертаций.